# Polycentropus djaman
Polycentropus djaman är en nattsländeart som beskrevs av Martynov 1927. Polycentropus djaman ingår i släktet Polycentropus och familjen fångstnätnattsländor. Inga underarter finns listade i Catalogue of Life.